# Žabník
Žabník (Alisma) je rod jednoděložných rostlin z čeledi žabníkovité (Alismataceae).

## Popis
Jedná se o vytrvalé, zpravidla vodní nebo bažinné rostliny, většinou s oddenky. Listy jsou ponořené, na hladině plovoucí nebo nad hladinou (popř. terestrické), jsou jednoduché, přisedlé nebo řapíkaté, řapík je na průřezu trojhranný, čepele jsou celistvé, čárkovité až vejčité. Květy jsou uspořádány do květenství, většinou se jedná o latu, jsou zpravidla oboupohlavné a jsou podepřeny listeny. Okvětí je rozlišeno na kalich a korunu. Kališní lístky jsou 3 v jednom přeslenu, korunní jsou také 3 v 1 přeslenu, u korunních lístků převažuje bílá nebo růžová barva. Tyčinek je 6-9. Gyneceum je apokarpní, složené z 15-20 víceméně do kruhu uspořádaných plodolistů. Semeník je svrchní. Plody jsou v souplodí a jedná se o nažky, které jsou bez křídel, silně bočně zploštělé.

## Rozšíření ve světě
Je známo asi 9 druhů, které jsou rozšířeny skoro po celém světě .

## Rozšíření v Česku
V ČR rostou 3 druhy žabníků. Nejběžnější je žabník jitrocelový (Alisma plantago-aquatica), roste od nížin do podhůří na březích vod a bahnitých místech. O něco vzácnější je dosti podobný žabník kopinatý (Alisma lanceolatum), který roste na obdobných místech hlavně v teplejších oblastech. Více odlišný je žabník trávolistý (Alisma gramineum), který má na rozdíl od předchozích pouze páskovité ponořené listy nerozlišené na řapík a čepel a i květenství mívá často ponořené.

## Seznam druhů
- Alisma canaliculatum – východní Asie
- Alisma gramineum - Evropa, Asie, severní Afrika, Severní Amerika
- Alisma lanceolatum - Evropa, Asie, severní Afrika, adventivně Severní Amerika
- Alisma orientale - Asie
- Alisma plantago-aquatica – Evropa, Asie, severní Afrika, adventivně Severní Amerika, Mexiko, Čile, Austrálie, Nový Zéland
- Alisma subcordatum – Severní Amerika, Mexiko
- Alisma triviale - Severní Amerika, Mexiko
- Alisma wahlenbergii – severní Evropa
- a možná další